# Żabia Przełęcz Wyżnia
Żabia Przełęcz Wyżnia (niem. Froschseescharte, słow. Vyšné Žabie sedlo, Východné Volovecké sedlo, węg.  Felső-Békástavi-csorba) – przełęcz w głównej grani Tatr usytuowana pomiędzy Żabim Koniem (Žabí Kôň, 2291 m) a Żabią Turnią Mięguszowiecką (Žabia veža, 2335 m), najbardziej na południowy wschód wysuniętą kulminacją Wołowego Grzbietu (Volí chrbát). Granie z obu sąsiednich turni nie spotykają się bezpośrednio, lecz są przesunięte i zachodzą na siebie nieco – grań Żabiej Turni Mięguszowieckiej jest odchylona na północ, a grań Żabiego Konia na południe.
Różne źródła podają różne wysokości: Witold Henryk Paryski w 1965 i 1995 r. 2235 m, słowacki tatrolog Arno Puškáš w 1981 r. 2272 m, Geoportal w 2020 r. 2249 m. Na północną stronę z Żabiej Przełęczy Wyżniej opada do piargów w górnej części Kotła pod Rysami bardzo stromy, wąski, bardzo kruchy i głęboko wcięty komin. Jest on do późnego lata zaśnieżony. Władysław Cywiński pisze o nim wiejący grozą. Na południową stronę na trawnik Kotlinki pod Żabim Koniem z przełęczy opada krótki żlebek. Poniżej trawnika są płytowe zacięcia tworzące wyraźną granicę między Żabim Koniem i Tylkową Turniczką.
Najłatwiejsze wejście na przełęcz prowadzi z Kotlinki pod Żabim Koniem (droga wspinaczkowa nr 2) i niewiele trudniejsze z Wołowej Kotlinki (droga nr 4). Wejścia na Żabią Przełęcz Wyżnią wiążą się na ogół z podjęciem prób zdobycia Żabiego Konia. Widok z przełęczy jest ograniczony.

## Taternictwo
Historia zdobycia
- Pierwsza odnotowana próba zdobycia przełęczy: od północy – Viktor Lorenc i przewodnik Ján Ruman Driečny (młodszy), nieudana próba z dnia 21 sierpnia 1875 r., zakończona po noclegu w ścianie przejściem przez Żabią Przełęcz,
- Pierwsze wejście: od południa – Maximilian Bröske, 12 września 1905 r.,
- Pierwsze wejście zimowe: Henryk Czarnocki, Zbigniew Korosadowicz, 21 kwietnia 1946 r.[3]

Drogi wspinaczkowe
1. Północno-wschodnim kominem; IV w skali UIAA, czas przejścia z Zachodu Grońskiego 1 godz. 30 min,
2. Z Kotlinki pod Żabim Koniem przez dolną część południowej ściany Żabiego Konia; II, 1 godz.,
3. Z Kotlinki pod Żabim Koniem południową depresją; V, 1 godz.,
4. z Wołowej Kotlinki przez zbocza Żabiej Turni Mięguszowieckiej i Tylkową Przełączkę; 0+, znad Wielkiego Żabiego Stawu 1 godz.[1]

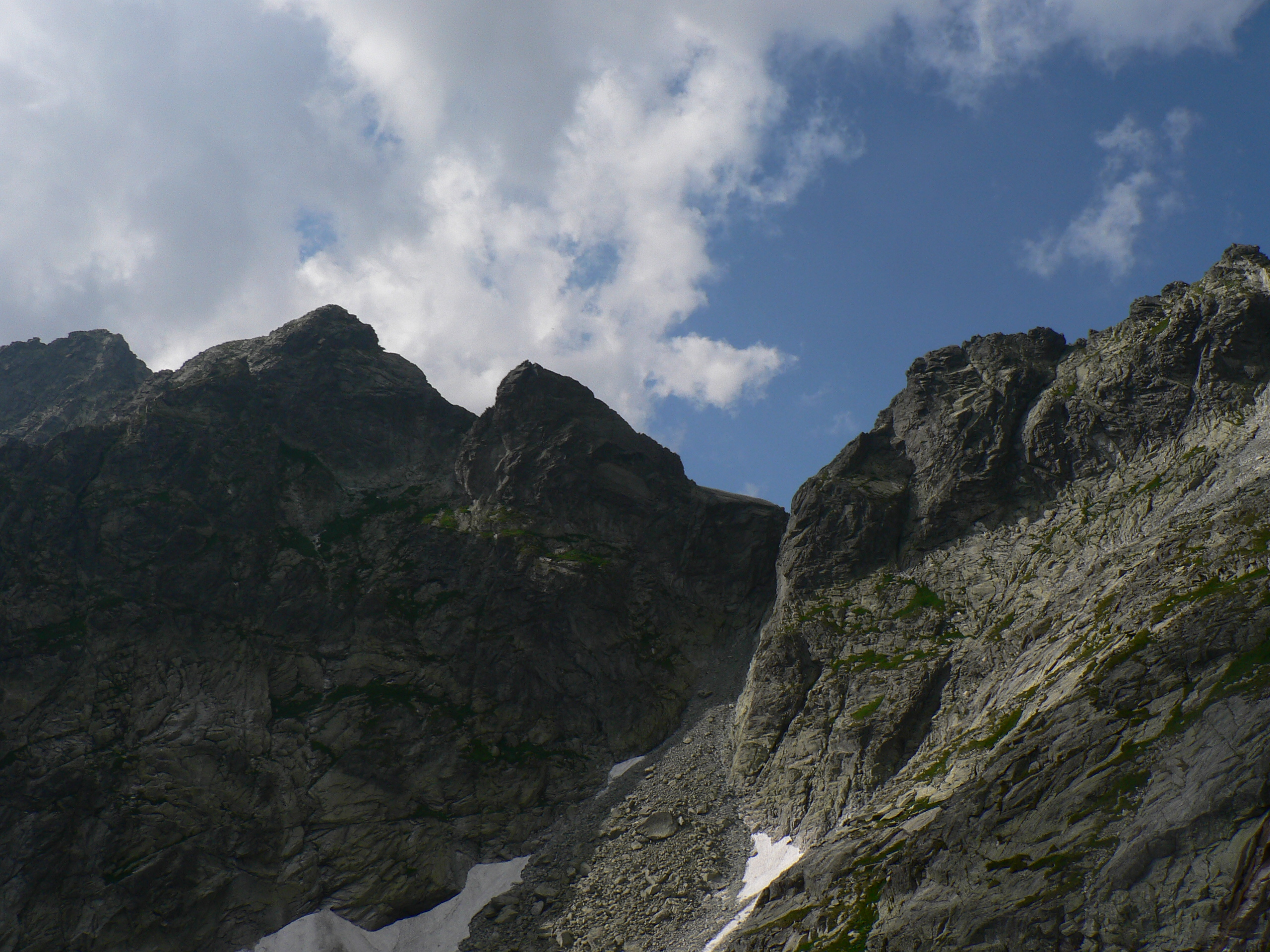
Widok od południowej strony
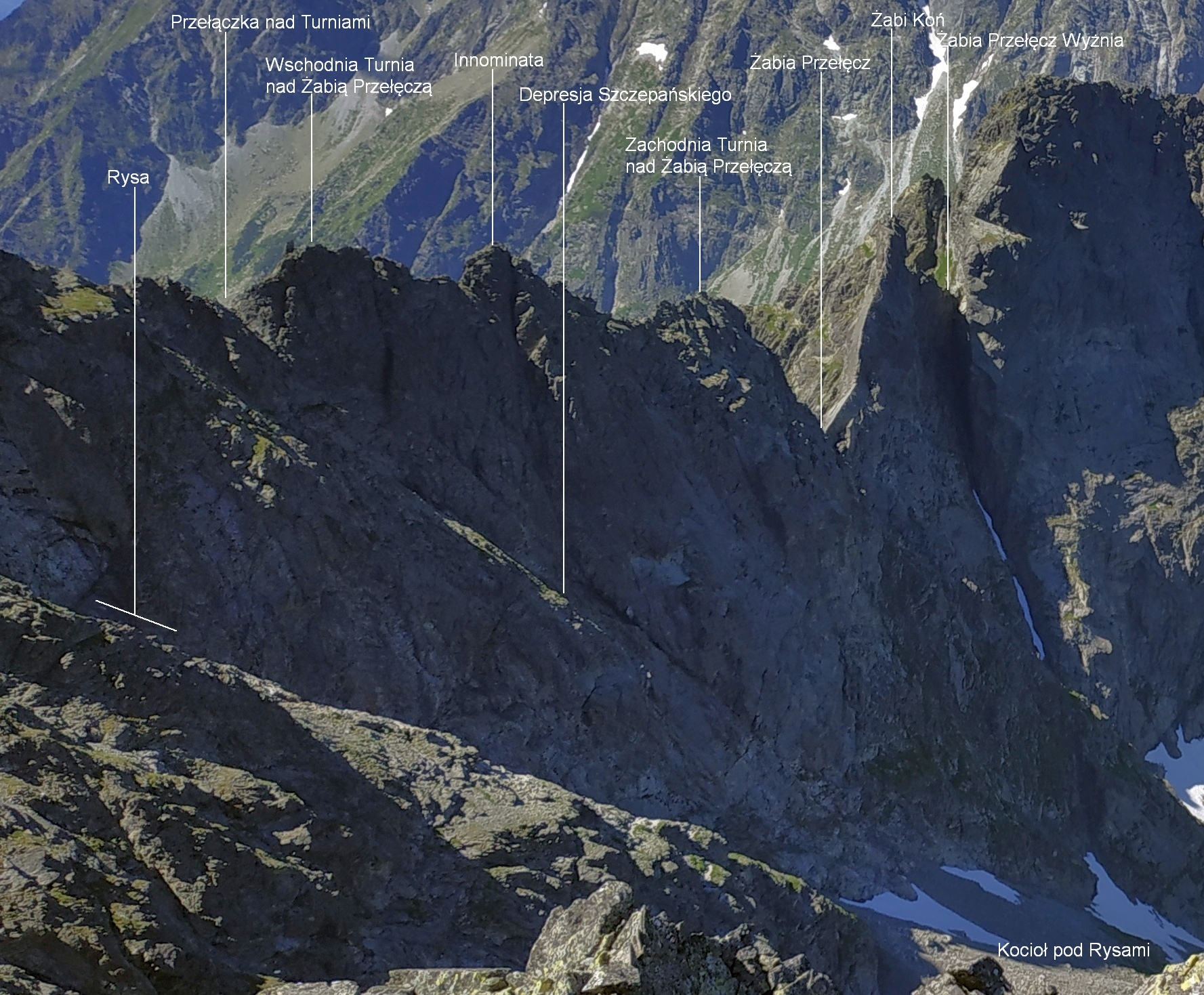
Widok z Niżnych Rysów
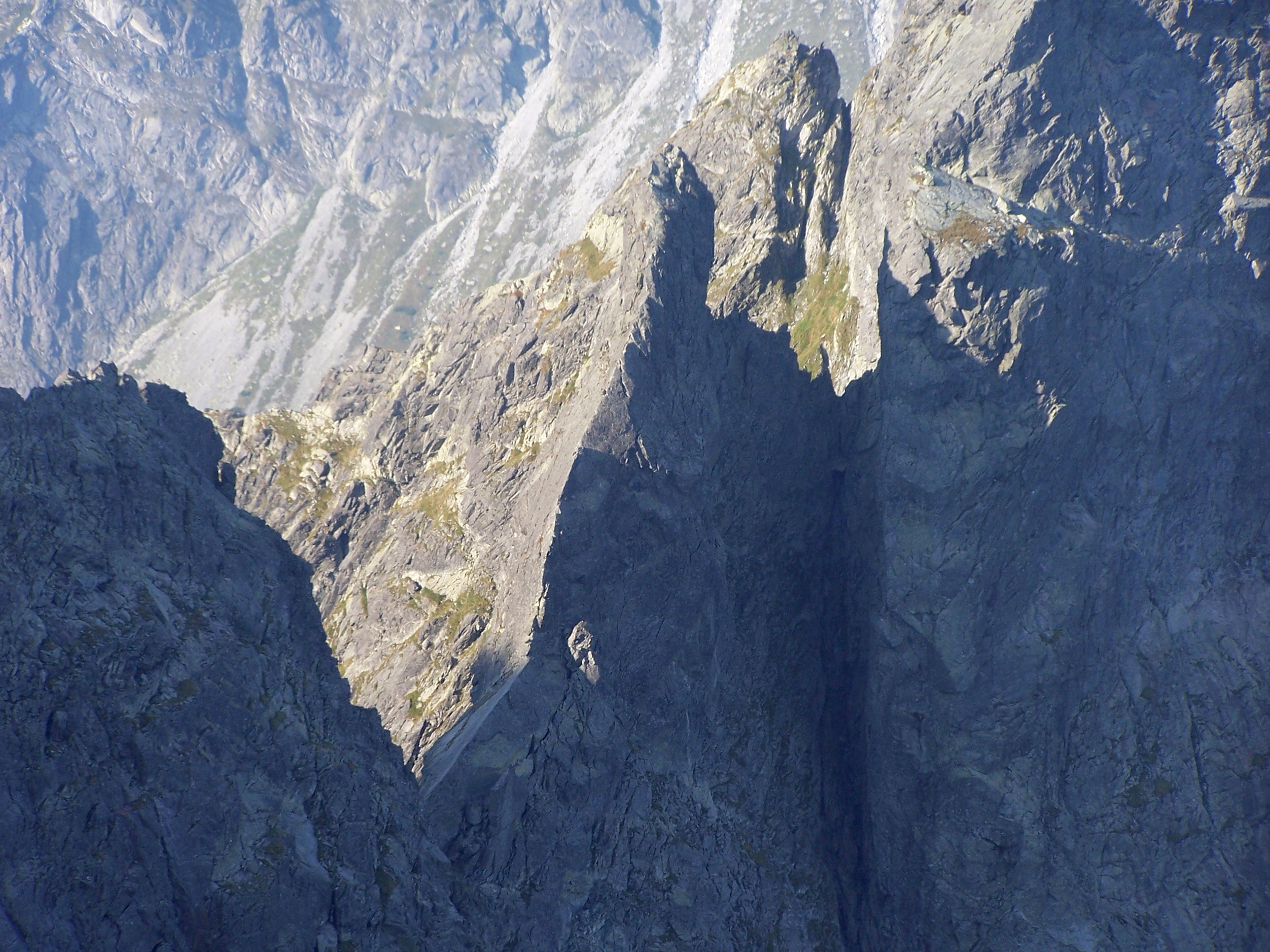
Żabi Koń i komin opadający z przełęczy
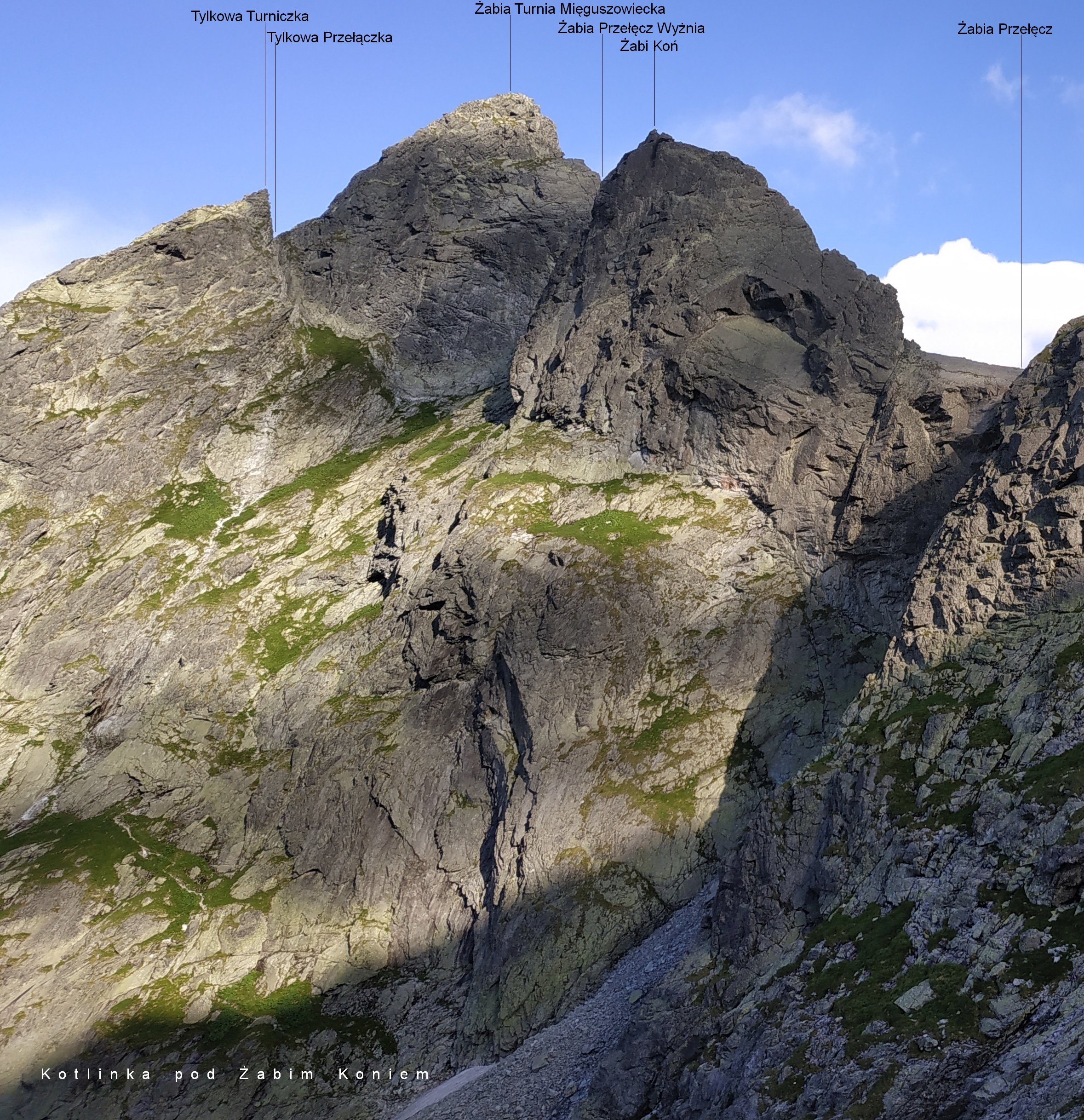
Widok z Doliny Żabiej Mięguszowieckiej. Widoczne przesunięcie grani Żabiego Konia i Żabiej Turni Mięguszowieckiej